# Église du Saint-Curé-d'Ars du Kremlin-Bicêtre
L'église du Saint-Curé-d'Ars (dédiée à Jean-Marie Vianney) est une église catholique de la commune du Kremlin-Bicêtre (Val-de-Marne). Elle est située au 17, rue du Professeur-Bergonié.

## Historique
La première chapelle, avec une nef de quatre travées, fut édifiée de 1910 à 1933 pour desservir le quartier sud de Bicêtre dans le cadre de l'Œuvre des Chantiers du Cardinal.

## Description
Le bâtiment actuel de 1980 est en béton, muni d'un clocher latéral supportant deux cloches et surmonté d'une croix en fer. Les vitraux représentent notamment le Curé d'Ars et sainte Marguerite d'Antioche. Deux importantes toiles de René OLIVIER (1874-1962) illustrent Jean-Marie Vianney, curé d'Ars.